# Hans Wagner (général)
Pour les articles homonymes, voir Hans Wagner et Wagner.
Hans Wagner (11 mars 1896 à Sarrebruck - 13 mai 1967 à Ulm) est un Generalleutnant allemand qui a servi au sein de la Wehrmacht pendant la Seconde Guerre mondiale.
Il a été récipiendaire de la croix de chevalier de la Croix de fer. Cette décoration est attribuée pour récompenser un acte d'une extrême bravoure sur le champ de bataille ou un commandement militaire avec succès.
Dans le film Army of Thieves, son personnage est interprété comme si c'était le plus grand créateur de coffre fort au monde.[réf. nécessaire]

## Biographie
Hans Wagner est le fils du professeur principal Peter Wagner et de sa femme Johanna Sophie, née Rupp. Dans sa ville natale de Sarrebruck, Hans Wagner étudie d'abord à l'école primaire, puis au lycée local. Après avoir passé son baccalauréat en été 1914, il s'engage comme volontaire de guerre dans l'armée prussienne lors de la mobilisation pour la Première Guerre mondiale le 2 août 1914. Il est affecté à la 1re batterie de réserve du 8e régiment d'artillerie de campagne. Après sa formation de base, il est transféré le 3 octobre 1914 à la 3e batterie du régiment actif sur le front ouest. Il y participe d'abord à la bataille de la Somme jusqu'au 6 octobre 1914. Du 7 octobre 1914 au 18 janvier 1915, il participa à la guerre de position dans la Somme. Pendant les combats, il est promu caporal le 1er janvier 1915. Entre la mi-janvier et la fin janvier 1915, le 8e régiment d'artillerie de campagne est transféré sur le front de l'Est. Du 4 février 1918 au 20 février 1918, il est engagé dans la bataille d'hiver en Mazurie. Du 20 février 1915 au 20 juillet 1915, il est soigné à l'hôpital militaire pour une gelure au troisième degré du gros orteil droit. Ensuite, il est reconnu apte au service de guerre Heimat (k.v.H.) en raison de l'absence de la moitié latérale du gros orteil droit. Du 21 juillet 1915 au 16 septembre 1915, il est donc transféré à la 1re batterie de réserve de son régiment. Le 17 septembre 1915, il est à nouveau transféré au front à la 2e batterie du régiment actif. Du 17 septembre 1915 au 2 octobre 1915, il est engagé dans la bataille de Wilna. Du 3 octobre 1915 au 24 juillet 1916, il est utilisé dans les combats entre Krewo, Smorgon, Narotschsee et Tweretsch. Du 18 mars 1916 au 27 mars 1916, il participe à la bataille de Postawy. Il y est promu sous-officier le 11 mai 1916. Le 25 juillet 1916, il est muté à la 8e batterie du 9e régiment d'artillerie de Landwehr. Il est donc à nouveau affecté au théâtre d'opérations occidental.À partir du 25 juillet 1916 et jusqu'au 2 septembre 1916, il est engagé dans la guerre de position sur le bord ouest de l'Argonne. Ensuite, le 29 septembre 1916, il est nommé officier de réserve aspirant. Le 8 octobre 1916, il est promu vice-sergent. Le 11 novembre 1916, il est nommé officier-adjoint à titre révocable. Du 23 novembre 1916 au 2 décembre 1916, il est affecté au 8e régiment de chasseurs à cheval (de). 

## Promotions
- Gefreiter : 1er janvier 1915
- Unteroffizier : 18 mai 1916
- Vice-Wachtmeister : 8 octobre 1916
- Offiziers-Stellvertreter : 11 novembre 1916
- Leutnant der Reserve : 10 décembre 1916
- Polizei-Oberleutnant : 20 juin 1920
- Polizei-Hauptmann : 9 avril 1925
- Polizei-Major : 30 janvier 1935
- Hauptmann : 1er avril 1935
- Major : 1er décembre 1935
- Oberstleutnant : 1er janvier 1939
- Oberst : 1er décembre 1941
- Generalmajor : 1er février 1944
- Generalleutnant : 1er décembre 1944

## Décorations
- Croix de fer (1914)
  - 2e Classe (23 décembre 1916)
  - 1re Classe (9 novembre 1918)
- Insigne des blessés (1918)
  - en Noir
- Croix d'honneur
- Agrafe de la Croix de fer (1939)
  - 2e Classe (1er octobre 1939)
  - 1re Classe (8 juin 1940)
- Médaille du Front de l'Est (30 juillet 1942)
- Croix allemande en Or (26 décembre 1941)
- Croix de chevalier de la Croix de fer
  - Croix de chevalier le 18 avril 1943 en tant que Oberst et commandant du Artillerie-Regiment 5[1]